# Apatosaurus ajax
Apatosaurus ajax ("Ajax luriga ödla") var en art av dinosaurier som tillhörde släktet Apatosaurus, en stor diplodocid som levde för 154-140 miljoner år sedan under yngre delen av juraperioden i det som idag är Nordamerika. Den var ett av de största landlevande djur som någonsin funnit med runt 4,5 meter upp till höften, en längd på upp till 21 meter och en vikt på upp till 30-40 ton. Trots att Apatosaurus ajax var ett enormt djur så fanns det ändå många sauropoder som var mycket större än den. Apatosaurus kan dock storleksmässigt klassas i ”den övre medelklassen” bland sauropoderna.

## Kroppsbyggnad
Apatosaurus ajax hade som andra diplodocider en lång hals och en mycket lång svans som säkert fungerade utmärkt som piska för att skrämma bort angripare. Djuret kunde även ställa sig på bakbenen för att på så sätt beta högt upp i de högsta trädkronorna.
Ryggkotorna och benen i extremiteterna (främst frambenen) var större och tyngre än motsvarande ben hos Diplodocus, vilket föreslår att A. ajax var mycket robustare än detta djur. Svansen hölls ovanför marken då den rörde sig. Precis som många andra sauropoder hade A. ajax bara en enda stor klo på var hand. Kraniet identifierades inte förrän år 1975, ett årtionde efter det att denna dinosaurie erhållit sitt namn.

### Fynd
Apatosaurus ajax har hittats i Morrison-formationen i Colorado och Wyoming, USA. Fynden består av två ofullständiga skelett inklusive en hjärnskål.

### Etymologi
Apatosaurus' namn betyder 'lurig ödla'. Den har fått detta namn på grund av att dess chevron-ben liknar det hos Mosasaurus. Delarna i namnet kommer från grekiskans ἀπατέλος eller ἀπατέλιος, som betyder 'lurig', och σαῦρος, som betyder 'ödla'. Artnamnet kommer från den grekiske hjälten Ajax.

## Apatosaurus/Brontosaurus
År 1877 publicerade Othniel Charles Marsh anteckningar om sitt fynd av Apatosaurus ajax. 1879 följde hanupp detta med en beskrivning av ett andra, komplettare exemplar av en dinosaurie. Han spekulerade i att det senare exemplaret representerade ett helt nytt släkte och döpte det till Brontosaurus excelsus. År 1903 fann man att B. excelsus var en fullvuxen Apatosaurus och att namnet "Apatosaurus" hade publicerats först. Därmed bedömde man att släktet borde ha det sistnämnda namnet. Det berömda släktet Brontosaurus degraderades till en synonym.

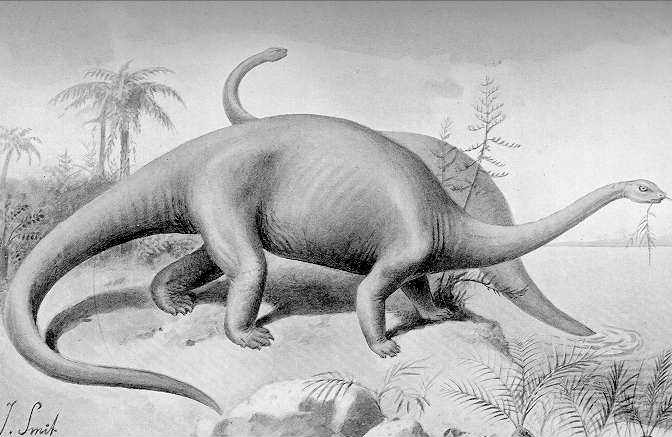
Förlegad illustration av ett par uppsvullna brontosaurier. Utförd av Joseph Smit (1836-1929) för Nebula to Man 1905, England.